# Only One (BoA)
Only One è il settimo album dedicato al mercato coreano (quindicesimo in totale) della cantante BoA. Uscito il 22 luglio 2012, è stato pubblicato nelle edizioni standard e limitata; quest'ultima contiene, oltre al CD, un libretto fotografico.
La title track, Only One, è stata composta dalla cantante stessa La traccia One Dream è stata usata come canzone tema nello show televisivo Survival Audition K-Pop Star, in cui BoA è una dei giudici.

## Tracce[5]
1. Only One - 3:37 (BoA)
2. The Shadow - 3:20 (BoA)
3. 네모난 바퀴 (Hope) - 4:35 (Hongzhi Yu, Kim Tae Sung, T-SK, Miriam Nervo, Olivia Nervo)
4. Not Over U - 3:43 (Hongzhi Yu, Kim Tae Sung, T-SK, Miriam Nervo, Olivia Nervo)
5. The Top - 2:37 (Miss Pitt, Karen Ann Poole, Stuart Crichton)
6. Mayday! Mayday! (너에게 닿기를 간절히 외치다) - 3:39 (herOism, Alex Geringas, Tommy Lee James)
7. One Dream (feat. Henry of Super Junior-M, Key of SHINee) - 2:28 (Palo Alto, Toby Gad, Marty James, Lyrica Anderson)
8. Only One (Instrumental) - 3:37 ()
9. The Shadow (Instrumental) - 3:20 ()

## Classifiche

### Album
| Classifica                    | Posizione raggiunta |
| ----------------------------- | ------------------- |
| Corea del Sud (Weekly Chart)  | 2                   |
| Corea del Sud (Monthly Chart) | 6                   |

### Tracce
Only One si è classificata anche nella top 4 della classifica digital coreana "Instiz Ichart".
| Titolo             | Gaon Chart | Billboard K-Pop Hot 100 |
| ------------------ | ---------- | ----------------------- |
| Only One           | 2          | 2                       |
| The Shadow         | 77         | 68                      |
| Mayday! Mayday!    | 90         | 64                      |
| 네모난 바퀴 (Hope) | 92         | 82                      |
| Not Over U         | 60         | 99                      |
| The Top            | 62         | ―                       |

## Date di Pubblicazione
| Nazione       | Data           | Formato              | Etichetta        |
| ------------- | -------------- | -------------------- | ---------------- |
| Corea del Sud | 22 luglio 2012 | CD, Digital Download | SM Entertainment |
| Stati Uniti   | 22 luglio 2012 | Digital Download     | SM Entertainment |
| Taiwan        | 22 luglio 2012 | Digital Download     | Avex Taiwan      |